# Алеутська течія
Алеутська течія також має назву «субарктична течія». Океанська течія на сході, що лежить на північ від Північнотихоокеанської течії; це північна гілка течії Куросіо, яка рухається на північний схід, а потім на схід між 40° пн.ш. і 50° пн.ш. Наближаючись до узбережжя Північної Америки, вона поділяється, утворюючи Аляскинську течію на північ і Каліфорнійську на південь.